# Петипа, Люсьен
Люсье́н Петипа́ (фр. Lucien Petipa; 1815—1898) — французский балетный артист, балетмейстер и педагог.

## Биография
Люсьен Петипа родился 22 декабря 1815 года в Марселе в семье французского танцовщика Жана-Антуана Петипа (Jean-Antoine Petipa; 1787—1855) и Викторины Морель-Грассо (Victorine Morel-Grasseau; 1794—1860). Его младший брат Мариус Петипа (1818—1910) стал выдающимся русским балетмейстером.
Первые балетные шаги делал под руководством своего отца, балетного артиста, балетмейстера, а в конце жизни преподававшего хореографию в России, в Санкт-Петербурге, где он и скончался.
Впервые Люсьен вышел на профессиональную сцену в пятилетнем возрасте 25 марта 1821 года в Брюссельском театре «Ла Монне» в спектакле «Мания танца» (La Dansomanie) балетмейстера Пьера Гарделя (Pierre Gardel; 1758—1840), исполнив роль ребенка Гастанэ. Вплоть до 1824 года Люсьен выходил на сцену в небольших ролях амуров в балетных постановках своего отца.
В апреле 1835 года семья Петипа переезжает из Брюсселя в Бордо, где глава семьи занимает должность балетмейстера театра, а Люсьен становится первым танцором труппы. В течение нескольких лет Люсьен является солистом театра Бордо, пока на него не обратил внимание оказавшийся в Бордо знаменитый хореограф Филиппо Тальони. Талант молодого исполнителя потряс Тальони, и он пригласил Люсьена в Париж, где тот дебютировал 10 июня 1839 года на сцене Парижской национальной оперы в балете «Сильфида», где его партнершей стала уже прославившаяся исполнением главной партии в этой постановке балерина Люсиль Гран (Lucile Grahn; 1819—1907).
С этого времени и до 1862 года Л.Петипа занимал должность первого танцора Парижской Оперы, где был партнером самых прославленных балерин времени – Ф. Эльслер, К. Гризи, Ф. Черрито.
В дальнейшем Люсьен Петипа с огромным успехом исполнял множество главных сольных партий во множестве балетов, одной из самых крупных его ролей стала партия Графа Альберта в балете «Жизель», где он танцевал в паре с Карлоттой Гризи. Премьера балета «Жизель» состоялась 28 июня 1841 года в Королевской академии музыки (Theatre de l’Academie Royal de Musique) в Париже. Успех постановки «Жизели» был столь огромен, что все участники спектакля сделались кумирами французской публики, а сплетники поговаривали, что у исполнителей главных партий Люсьена Петипа и Карлотты Гризи начался настоящий, а не только по сцене, роман, и именно из-за него она и рассталась с балетмейстером Жюлем Перро. Было ли это правдой или досужими вымыслами сплетников, что скорее всего, так и осталось неизвестным. Но к этому времени Люсьен Петипа уже стал балетной звездой, о нем говорили, рассказывали легенды, сплетничали, что доказывает его популярность и известность.
Время от времени братья Петипа работали вместе, в частности, в 1841 году в Париже, где Петипа-младший совершенствовался в школе Большой парижской оперы, они выступили на этой сцене в pas de quatre вместе с Терезой и Фанни Эльслер.
Будучи в должности первого солиста труппы, Люсьен Петипа сам стал балетмейстером нескольких балетных постановок. В 1858 году он поставил для балетной сцены Парижской Оперы спектакль «Шакунтала», имевший шумный успех, — с колоссальными декорациями и богатыми костюмами; в балет были включены акробатические поддержки, в которых партнёр поднимал балерину на вытянутых руках над своей головой. Главную роль танцевала Амалия Феррари (Amalia Ferrari), одетая в пышную пачку и балетные туфли, тогда как остальная часть танцовщиков одета в костюмы, более напоминающие индийские.
В течение 1860—1868 годов Люсьен Петипа занимал должность директора Национальной оперы, пока с ним не приключился несчастный случай во время охоты, после которого он уже не мог танцевать. В октябре 1872 года он вернулся в Брюссель, в театр своего детства, где он впервые вышел на сцену, и в течение недолгого времени (1872—1873) занимал должность директора балетной труппы. В 1875 году он стал профессором Королевской Брюссельской консерватории (фр. Conservatoire royal de Bruxelles), где преподавал мастерство танца в течение трех лет, а в 1878 году покинул Брюссель и переселился в Версаль, где решил обосноваться до конца и где закончил свою жизнь; он умер 7 июля 1898 года. Правда, за это время в 1882 году он был приглашен в Национальную оперу для постановки спектакля «Намуна».

## Оценки творчества
Балетная критика подчеркивала внешние данные Люсьена Петипа, неизменно называя его «красавцем-премьером» и неизбежно усматривала разницу между братьями — выдающимися танцовщиками. В частности издание «Русский балет» пишет: 

«… Люсьен Петипа, старший брат, холодноватый и академичный, державший себя в строгих рамках. Люсьен был воплощением „du comme il faut“, он и в балетах изображал аристократов, Графа на премьере „Жизели“ танцевал именно он. А Мариус блистал в ролях байронически страстных и необузданных плебеев. На сцене и в жизни он позволял себе дерзости, вольности, непозволительные эскапады, чуть ли не намеренно провоцируя общественный и опасный скандал».

## Репертуар

#### Парижская Опера
- 10 июня 1839 — «Сильфида» Филиппо Тальони (дебют в Париже; Сильфида — Люсиль Гран)
- 1841 — «Фаворитка» Гаэтано Доницетти (балетный акт в опере, хореография Альбера) — pas de deux с Карлоттой Гризи
- 28 июня 1841 — граф Альберт*, «Жизель» Адольфа Адана, хореография Жюля Перро (Жизель — Карлотта Гризи)
- 22 июня 1842 — Бенедикт*, «Гентская красавица» Адольфа Адана, хореография Альбера (Беатриса — Карлотта Гризи)
- 17 июля 1843 — Ахмед*, «Пери» Фридриха Бургмюллера, хореография Жана Коралли (Пери — Карлотта Гризи)
- 11 августа 1845 — граф Полинский*, «Чёрт на четверых[англ.]» Адольфа Адана, хореография Жозефа Мазилье (Мазурка — Карлотта Гризи, Корзинщик и Корзинщица — Жозеф и Мария Мазилье)[8]
- 1 апреля 1846 — Люсьен д'Эрвильи*, «Пахита»[1][9], хореография Жозефа Мазилье
- 1 апреля 1857 — Марко Спада*, «Марко Спада, или Дочь бандита» Даниэля Обера, хореография Жозефа Мазилье

#### Лондон
- 27 сентября 1845 — скульптор*, «Мраморная красавица» Адольфа Адана, хореография Альбера (ожившая статуя — Адель Дюмилатр[англ.], театр «Друри-Лейн»).

(*) — первый исполнитель партии.

## Основные постановки
- 14 июля 1858 — «Сакунтала» (Sacountala) на музыку Рейера (Париж, Императорская опера, Зал Ле Пелетье)
- 25 марта 1861 — «Грациола» (Graziosa) на музыку Т. Лабара (Париж, Императорская опера, Зал Ле Пелетье)
- 1861 — «Парижский рынок» на музыку Пуни (совместно с Мариусом Петипа[1])
- 28 декабря 1865 — «Король Ивето» (Le Roi d’Yvetot) на музыку Т. Лабара (Париж, Императорская опера, Зал Ле Пелетье)
- 14 октября 1872 — «Рынок безвинных» (Le Marché des innocents) (Брюссель, театр Ла Монне)
- 10 февраля 1882 — «Намуна» (Namouna) (Париж, Национальная опера, Пале Гарнье)
- «Свадьба Гамаша» (Les Noces de Gamache) по роману «Дон Кихот», композитор Франсуа Лефевр — возобновление постановки Луи Милона (Парижская опера)

Кроме того, Л. Петипа поставил дивертисменты в 16 операх.